# KRT71
KRT71 هوَ كيراتين يُشَفر بواسطة جين KRT71 في الإنسان.